# Conocephalus chavesi
Conocephalus chavesi är en insektsart som först beskrevs av Bolívar, I. 1905.  Conocephalus chavesi ingår i släktet Conocephalus och familjen vårtbitare. Inga underarter finns listade i Catalogue of Life.
Arten förekommer på öarna Pico, São Miguel och Terceira som tillhör Azorerna. Enligt berättelser från lokalbefolkningen lever den även på Flores men uppgiften behöver bekräftas. Habitatet utgörs av gräsmarker vid kusten.
Gräsmarkernas omvandling till turistorter och samhällen hotar beståndet. IUCN listar arten som starkt hotad (EN).